# Joachim Weingarten
Pour les articles homonymes, voir Weingarten.
Joachim Weingart (né Joachim Weingarten à Drohobytch , en Galicie, dans l'Empire austro-hongrois le 10 octobre 1875 et assassiné à Auschwitz après le 17 juillet 1942) est un peintre polonais.

## Biographie
Le père de Joachim Weingart, négociant juif assimilé de l'Empire austro-hongrois, spécialisé dans l'import-export de vins, meurt prématurément, laissant sa femme seule avec ses deux enfants à charge. 
Joachim Weingart quitte sa ville natale en 1912 pour suivre des cours de dessin à Weimar. Il expose pour la première fois à Lemberg en 1912 à l’École des arts et métiers puis est à Vienne en 1914 où il fréquente l’Académie des beaux-arts. 
L'industriel et mécène Carol Kratz découvre le talent de Weingart et décide de le soutenir. Alfred Aberdam et David Seifert bénéficieront également de l’appui du mécène. En 1916, Weingart fait un premier passage à Berlin.
Après la Première Guerre mondiale, il rejoint la Galicie et expose à Lodz. De nouveau à Berlin en 1922, il y rencontre Menkés et Alfred Aberdam dans l’atelier du sculpteur Alexander Archipenko. En septembre 1923, une exposition personnelle est organisée au siège de la Société des amis des beaux-arts de Lwow (ex-Lemberg). En 1923, selon une lettre de Sigmund Menkès, il le rejoint à Paris et partage sa chambre pendant deux années à l’Hôtel médical. À Paris, il connaît le succès grâce au marchand René Gimpel. Il expose à La Rotonde avec Aberdam, Menkès et Léon Weissberg ; on surnomme ces peintres le « groupe des quatre ».
Il se marie avec Muriel Marquet, fille d'un médecin ; ils ont un fils, Romain Weingarten, poète et auteur dramatique français. 
Dans son atelier du quartier Montparnasse, il travaille sans relâche puis tombe malade. Il est arrêté le 30 mars 1942. Sa dernière adresse est au 189 rue Ordener dans le 18e arrondissement de Paris. Il est arrêté sur la ligne de démarcation  puis interné au camp de Pithiviers. Le 17 juillet 1942 il est déporté, par le convoi n° 6 et meurt assassiné à Auschwitz.
Son frère se suicide la même année.

## Œuvres
- En Israël, université d'Haïfa
  - peinture offerte par le collectionneur Oscar Ghez tirée de la collection de son musée du Petit Palais de Genève en 1978